# یواس‌اس دویل‌فیش (اس‌اس-۲۹۲)
یواس‌اس دویل‌فیش (اس‌اس-۲۹۲) (به انگلیسی: USS Devilfish (SS-292)) یک زیردریایی بود که طول آن ۳۱۱ فوت ۸ اینچ (۹۵٫۰۰ متر) بود. این زیردریایی در سال ۱۹۴۳ ساخته شد.